# Зграде у Господар Јовановој у Чачку
Зграде у Господар Јовановој у Чачку су два стамбена објекта повезана репрезентативном зиданом лучно засведеном колском капијом, подигнута 1917. године која представљају непокретно културно добро је као споменик културе.
Првобитна стамбена намена промењена је и опредељена за садржаје, тако да је простор дат на коришћење Уметничкој галерији „Надежда Петровић”. 

## Архитектура
Кућу у Господар Јовановој број 9 подигао је чачански трговац Милутин Глишић у периоду од 1906. до 1910. године. Правоугаоне је основе, постављена тако да ужом страном излази на улицу, а главни улаз је из дворишта, на бочној фасади. Фасаде су елегантно и складно обрађене у неокласицистичком маниру, са геометријски стилизованом декоративном пластиком. Истакнут кровни венац скромне профилације носи висок кров.
Висока, лучно засведена и декоративно обрађена колска капија повезује ову кућу већом двојном, такође приземном зградом.
Кућу у броју 7 саградио је 1912. године трговац Радич Недељковић и она припада развијеном типу грађанске архитектуре са почетка 20. века. Фасада, поред основних неокласицистичких облика, има и детаље са карактеристикама касне сецесије. Попут осталих, улична фасада је симетрична и подељена на три поља пиластрима који имитирају правилан слој масивних тесаника и чије се спојнице продужавају у фасадне равни. Централни положај заузима дубока лођа, која је накнадно затворена трокрилним прозором. Изнад ње је развијена атика са лунетом, у којој је делимично очуван флорални мотив са годином изградње. Остале фасаде су скромније обрађене. Кров је четвороводни.